# Cepolidae (gastrópodes)
Se procura a família de peixes perciformes, veja Cepolidae.
Cepolidae é uma família de caracóis terrestres pulmonados pertencentes à superfamília Helicoidea (de acordo com a taxonomia dos Gastropoda de Bouchet & Rocroi, 2005). A família tem distribuição natural no Neárctico e nas Caraíbas.

## Descrição
A família é caracterizada pela ausência de diverticulum. Os caracóis incluídos nesta família apresentam um único dardo e uma única glândula produtora de muco sobre o saco do dardo. A bainha do órgão do dardo apresenta duas glândulas.

## Taxonomia
A família é incluída no clade Stylommatophora em conjunto com os Eupulmonata (de acordo com a taxonomia dos Gastropoda de Bouchet & Rocroi, 2005). Apesar disso, alguns autores incluem os géneros que a compõem na subfamília Cepolinae da família Helminthoglyptidae.
O nome "Cepolidae" Ihering, 1909 é um homónimo da família Cepolidae Rafinesque, 1815 (derivado de Cepola Linnaeus, 1766), um taxon que agrupa peixes da superfamília Cepoloidea da ordem dos Perciformes.

## Géneros
A família Cepolidae inclui os seguintes géneros:
- Bellacepolis
- Cepolis Montfort, 1810 - género tipo da família Cepolidae[3]
- Coryda
- Cysticopsis
- Dialeuca
- Euclastaria
- Eurycampta
- Guladentia
- Hemitrochus
- Jeanneretia
- Levicepolis
- Plagioptycha
- Setipellis